# Édon (Charente)
1. WEITERLEITUNG Édon